# Кавурд-бек
Кавурд-бек (*д/н — 1073) — засновник Керманської держави Сельджуків, малік у 1043—1073 роках. Повне ім'я Амад аль-Даула Кара-Арслан Ахмад Кавурд бен Чагрі.

## Життєпис
Походив з династії Сельджукидів. Старший син Чагрі-бека, брата Тогрула I, султана Великих Сельджуків. Про дату народження нічого невідомо. Напевне брав участь у битві при Дандакані, де сельджуцьке військо завдало нищівної поразки Газневідам. 1040 року на великому курултаї в Мерві Кавурд отримав завдання захопити Керман, який на той час належав Буїдам.
Протягом 1042—1043 років захопив значну частину провінції Керман, проте 1043 року зазнав поразки від військ Абу Каліджара. Лише у 1048 році Кавурд розпочав новий наступ на фортецю Кермана, скориставшись одночасним просуванням на південь Персії військ Тогрула I. Того ж року на бік Сельджуків перейшов місцевий малік (намісник) Кермана, що дало змогу Кавурд без бою захопити місто. Подальша смерть Абу Каліджара та боротьба між його спадкоємцями сприяли посиленню влади Кавурда в цій області. Він захопив володіння Буїдів до Ормузької протоки. Слідом за цим захопив північний Оман.
З цього моменту Кавурд став фактично самостійним правителем, хоча зі статусом маліка, оскільки визнавав верховну владу султанів Великих Сельджуків. Втім, поступово Кавурд ставав дедалі самостійнішим. Він прийняв почесне ім'я Імад аль-Даула. До кінця 1040-х років встановив зверхність над Сістаном, де правила династія Насридів.
Водночас багато зробив задля розбудови напівнезалежної держави: споруджено караван-сараї, торговельні шляхи звільнені від розбійників, купцям та ремісникам надано привілеї. При цьому для зміцнення свого становища Кавурд одружився з дочками місцевих дрібних беків та ханів. Влітку проводив час у місті Керман (перейменовано на Бердасір), взимку — Джируфті. Важливим портом став Ормуз, що давав значні статки Кавурду.
У 1059 році надав допомогу Торгул-беку в придушенні повстання тюркменів Ібрагіма Інала. 1062 року завдав поразки династії Шабагкара, що правила у Фарсі.
У 1063 році після смерті Тогрула I й отримання трону Алп-Арсланом, Кавурд оголосив себе незалежним правителем-султаном та припинив переказ податків до державної скарбниці. Втім у 1064 році проти нього вустив Алп-Арслан. Зрештою вдалося мирно вирішити суперечності, а Кавурд визнав статус молодшого брата й зобов'язався сплачувати податки. Втім у 1067 році знову повстав проти султана, але Алп-Арслан доволі швидко зумів виступити з великим військом проти Кавурда, що той вдруге вимушений був визнати зверхність султана Великих Сельджуків. 1070 року придушив спробу сина Султан-шаха захопити Керман.
У 1073 році після смерті султана Алп-Арслана Кавурд оголосив на своїх правах на трон Великих СельджукіВ, виступивши проти Малік-шаха I. На чолі війська Кавурд в травні 1073 року підійшов до Ісфагану. 16 травня 1073 року в околицях Гамадану відбулася битва між Кавурдом і Малік-шахом, в якій війська Кермана зазнали поразки, Кавурда схоплено та страчено за намовлянням візира Нізама аль-Мулька. Старшим синів Кавурда було страчено або осліплено. Залишено лише трьох синів Кавурда.

## Родина
- Керман-шах, малік Кермана і Омана в 1073—1074 роках
- Султан-шах, малік у 1074—1085 роках
- Туран-шах, султан у 1085—1097 роках
- Мірдан-шах